# 白タク営業事件
白タク営業事件（しろタクえいぎょうじけん）は、道路運送法の白タク営業（自家用車による有償運送営業）への規制が、日本国憲法第22条の定める「職業選択の自由」に反しないかが争われた日本の裁判。

## 事件の経緯
東京都北区に在住する40代の蛍光染料販売業男性Xが1960年4月10日午前0時10分頃に池袋駅西口付近から板橋区蓮沼町まで自家用車に客を乗せ代金を受け取った白タク営業について、道路運送法違反で起訴された。
1960年6月22日に東京北簡易裁判所は憲法上の論点に触れることなくXに罰金1万円を言い渡した。
Xは白タク営業規制をした道路運送法は日本国憲法第22条が規定する職業選択の自由に違反し無効であると主張して控訴したが、1960年11月14日に東京高等裁判所は「憲法第22条の職業選択の自由は公共の福祉のために利用する責任があり、道路運送法の規定も公共の福祉の立場から一定の制限を加え、道路運送事業の適正な経営と公正な競争を確保し、また道路運送の秩序を確立するため定められたもので、憲法違反とは認められない」としてXの控訴を棄却した。Xは上告した。
1963年12月4日に最高裁判所は「日本の交通及び道路運送の実情からみて自動車運送事業の経営を免許制にしたことは公共の福祉を増進することを目的とするもので当然と認められる。自家用車の有償運送行為は無免許営業に発展する危険性が多く、それを放任すれば無免許営業に対する取締りの実行を期しがたく、免許制度が崩れる恐れがある。」として白タク営業規制をした道路運送法を、日本国憲法第22条に違反しないとしてXの上告を棄却して有罪判決が確定した。道路運送法第101条第1項では一部の例外事項に基づいて運輸大臣の許可を得た場合を除き原則として「自家用自動車は有償で運送の用に供してはならない」と規定し、違反した者に対し同法第130条第1号で3万円以下の罰金とする刑事罰を定める一方、別に同法第128条第1号で無免許で自動車運送業を経営した者に対して30万円以下の罰金とする刑事罰を規定しており、同法は第101条第1項の禁止は「経営」ではなく、反復継続の意思なく一回的に行った有償運送をも含む趣旨と解されたが、この事件の最高裁判決では「自家用車の有償運送行為は無免許営業に発展する危険性が多い」として免許制を担保することを目的とした規定であるとの認識を示した。

## その他
白タク営業を規制した道路運送法は市町村・NPO法人等の自家用車有償旅客運送を可能にする登録制度の創設や刑事罰規定における懲役刑導入と罰金刑の金額引き上げを除き、2019年時点でもそのままの形で維持されている。